# Roland Garros
Roland Adrien Georges Garros, född 6 oktober 1888 i Saint-Denis på ön Réunion, död 5 oktober 1918 vid Vouziers, Ardennes, Frankrike, var en fransk flygpionjär. Han var den förste som flög över Medelhavet, vilket skedde 1913. Han blev nedskjuten och dödad under en luftstrid i slutet av första världskriget.
Roland Garros föräldrar flyttade till Cochinkina, ett område i nuvarande södra Vietnam, när han var fyra år. Vid 12 års ålder flyttade han utan sina föräldrar till Frankrike eftersom det inte fanns några franska skolor i Cochinkina. Han fick lunginflammation i Paris och skolan skickade ner honom till en skola i Cannes. Under skoltiden i Cannes blev han idrottsintresserad och fick framgångar i cykeltävlingar och fotboll och spelade rugby och lite tennis. Han cyklade under namnet "Danlor", ett anagram för hans förnamn,  för att undvika att hans far fick reda på det.
Han fortsatte studier på handelshögskolan HEC Paris, där han blev vän med friidrottaren och rugbyspelaren Emile Lesieur som även delade ett nyvaknat motorintresse. Han fick arbete hos biltillverkaren Automobiles Grégoire, vilket inte uppskattades av fadern som ville att han skulle bli advokat och drog in underhållet till sonen. Roland Garros lyckades väl med på Automobiles Gregoire och hade råd att köpa ett billigt flygplan. Han deltog i flera tävlingar och fick en hel del framgångar vilket så småningom ledde till att han blev först att flyga över medelhavet. Han planerade försöket i hemlighet och lyfte från franska flottans flygbas i Fréjus i södra Frankrike.
Garros deltog i första världskriget som jaktplanspilot och han blev 1915 nedskjuten och landade bakom de tyska linjerna. Han lyckades emellertid fly från krigsfångelägret och återvände till Frankrike. Han erbjöds en icke-stridande tjänst men valde att fortsätta som jaktplanspilot och 1918 blev han nedskjuten och dödad över Ardennes.

## Platser uppkallade efter Roland Garros
Tennisstadion Stade Roland Garros i Paris, där de franska mästerskapen i tennis (Franska öppna) spelas varje år, är uppkallad efter honom sedan invigningen 1928. Emile Lesieur var ordförande för idrottsklubben Stade France som anordnade Davis Cup det året. Han insisterade på att den stadion som byggdes inför tävlingarna skulle döpas efter hans vän Roland Garros.
Likaså har han fått ge namn åt flygplatsen vid sin födelsestad, Aéroport de la Réunion Roland Garros, nära Saint-Denis på Réunion. 

## Övrigt uppkallat efter Roland Garros
Roland Garros kallas också ett särskilt utrustningspaket till några Peugeot-bilmodeller. Ursprungligen till Peugeot 205 men senare även till flera andra modeller. Samtliga bilar med Roland Garros-paketet är lackerade i metallicfärg och har i princip all utrustning som går att få till den aktuella modellen.